# Encarroçadora
Encarroçadora ("coachbuilder" em inglês) é a designação de uma empresa que fabrica carrocerias para veículos de transporte de passageiros. A carroçaria, pode ser de um automóvel, ônibus, carruagem puxada por cavalos ou vagão de passageiros. A atividade foi transferida das carruagens para a indústria automobilística, desde os seus primórdios.

## Galeria
Exemplos de carrocerias
- Carroceria de uma carruagem portuguesa.
- Carroceria de um Bentley de 1930.